# Pototan
Pototan est une municipalité de la province d'Iloilo, aux Philippines. En 2015, la localité compte 75 070 habitants.